# Robert Głąb
Robert Tadeusz Głąb (ur. 30 września 1965 w Olkuszu) – generał dywizji Wojska Polskiego.

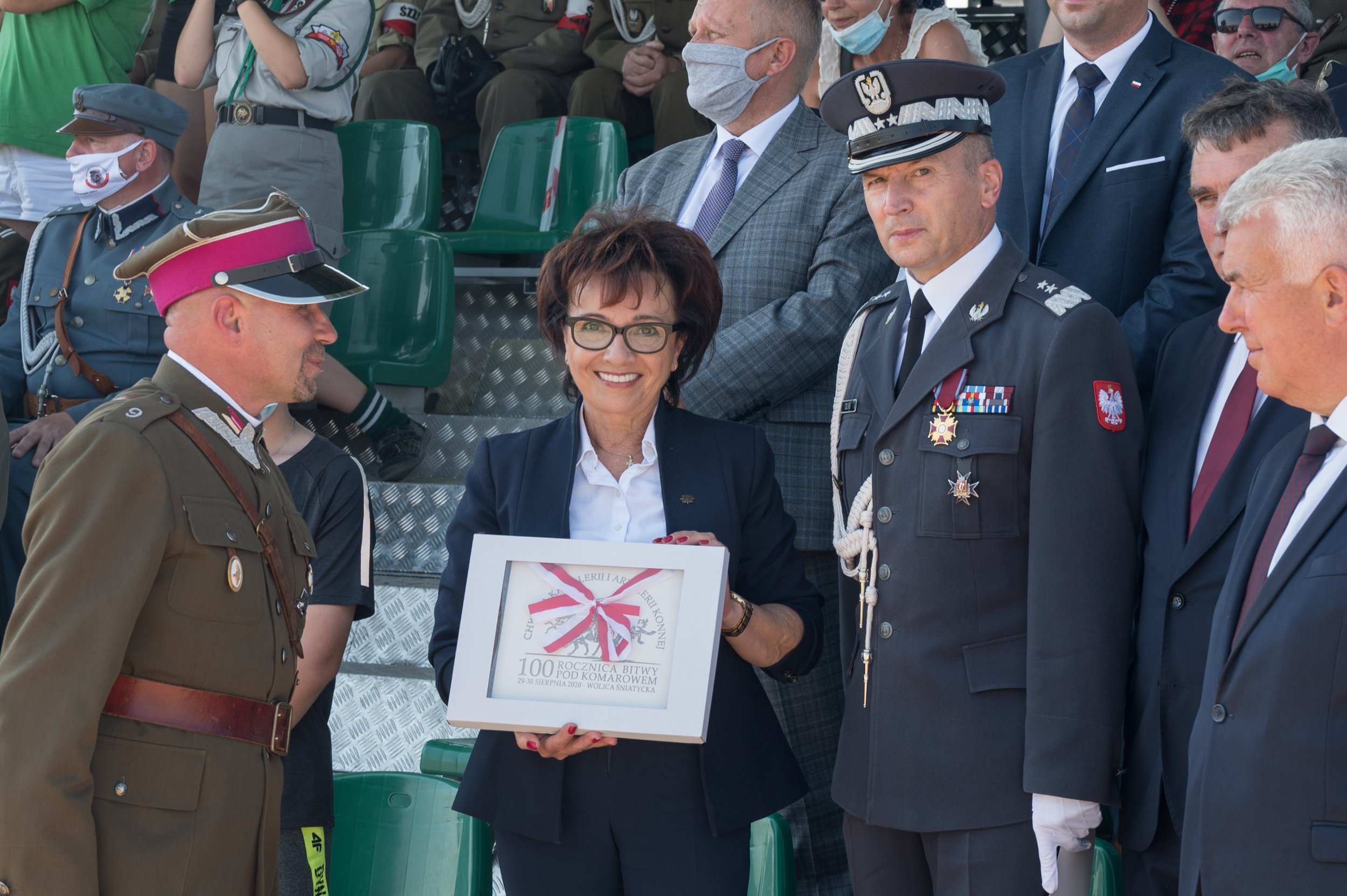
Elżbieta Witek i gen. Robert Głąb podczas obchodów 100. rocznicy bitwy pod Komarowem

## Życiorys
W latach 1984–1988 był podchorążym Wyższej Szkoły Oficerskiej Wojsk Obrony Przeciwlotniczej w Koszalinie. Po ukończeniu szkoły i promocji na podporucznika został przydzielony do 3 Łużyckiej Brygady Artylerii Obrony Powietrznej Kraju w Warszawie. Zajmował w niej kolejno stanowiska: dowódcy plutonu, dowódcy baterii i szefa sztabu dywizjonu. Od 1999 roku dowodził 62 dywizjonem rakietowym Obrony Powietrznej w Borzęcinie. W 2004 roku został szefem szkolenia, a w 2006 roku szefem sztabu 3 Warszawskiej Brygady Rakietowej Obrony Powietrznej w Warszawie. W 2009 roku ukończył Studia Operacyjno–Strategiczne w Akademii Połączonych Dowództw i Sztabów (ang. Joint Services Command and Staff College) w Shrivenham w Wielkiej Brytanii.
W latach 2010–2012 był szefem Sekretariatu Dowódcy Sił Powietrznych w Warszawie. Od 1 sierpnia 2012 roku pełnił służbę na stanowisku szefa Zarządu Szkolenia w Sojuszniczym Dowództwie Sił Powietrznych w Ramstein.
7 marca 2016 roku objął obowiązki na stanowisku dowódcy Garnizonu Warszawa, które pełnił do 30 czerwca 2021.
11 sierpnia 2016 roku prezydent RP Andrzej Duda, na wniosek ministra obrony narodowej Antoniego Macierewicza mianował go generałem brygady.
Postanowieniem prezydenta Rzeczypospolitej Polskiej, Zwierzchnika Sił Zbrojnych RP Andrzeja Dudy z dnia 7 listopada 2019 mianowano go z dniem 12 listopada 2019 na stopień generała dywizji. Akt mianowania odebrał 12 listopada 2019 z rąk prezydenta RP Andrzeja Dudy w Pałacu Prezydenckim. Od sierpnia 2021do sierpnia 2024 pełnił służbę w Sojuszniczym Dowództwie Transformacyjnym w Norfolk (USA). W styczniu 2025 zakończył służbę wojskową i przeszedł do rezerwy.  

## Ordery, odznaczenia i wyróżnienia
- Złoty Krzyż Zasługi – 11 listopada 2017[8]
- Lotniczy Krzyż Zasługi – 3 sierpnia 2012[9]
- Srebrny Medal za Długoletnią Służbę[10]
- Medal „Pro Patria” (2017)[11]
- Medal 100-lecia ustanowienia Sztabu Generalnego Wojska Polskiego[10]
- Medal „Pro Bono Poloniae”[10]
- Odznaka honorowa „Zasłużony dla Kultury Polskiej” (2021)[12]
- Medal „W służbie Bogu i Ojczyźnie” (2019)[13]
- Medal „Milito Pro Christo” (2020)[14]
- Zasłużony Żołnierz RP (2016)[15]